# Muzeum Ghibli

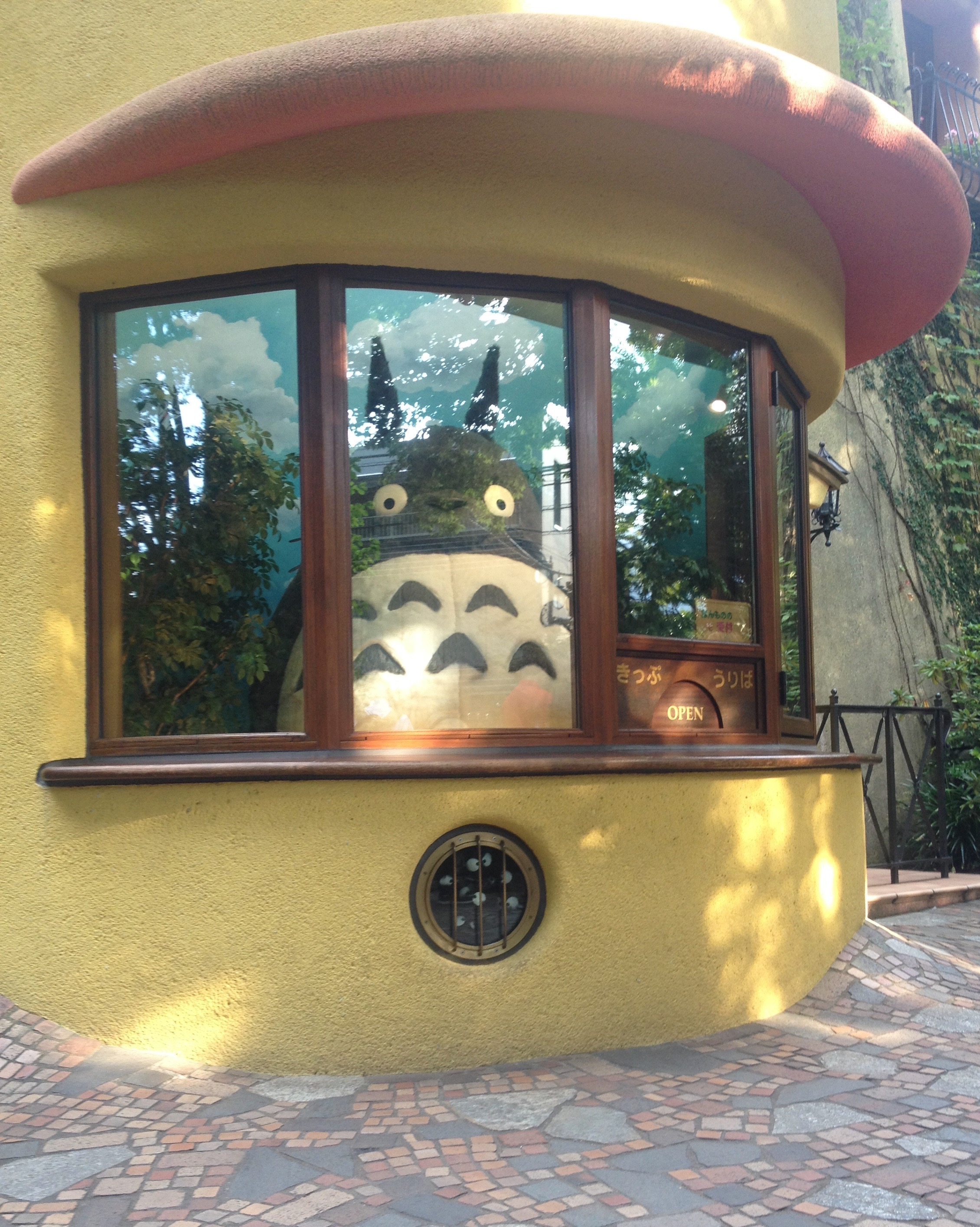

Muzeum Ghibli (jap. 三鷹の森ジブリ美術館 Mitaka no Mori Jiburi Bijutsukan; formalna nazwa 三鷹市立アニメーション美術館, Mitaka Shiritsu Animēshon Bijutsukan, pol. Muzeum Filmu Animowanego Miasta Mitaka) – japońskie muzeum położone w parku Inokashira w Mitace na zachodnich przedmieściach Tokio. Założone w 2001 roku.

## Historia
Muzeum otwarto 1 października 2001 r. w podtokijskim miasteczku Mitaka (należącym do Wielkiego Tokio). Zaprojektował je i stworzył reżyser Hayao Miyazaki, nestor japońskiego anime.

## Atrakcje
Muzeum znajduje się w trzypiętrowym budynku: dwa piętra nad ziemią i jeden poziom pod ziemią. W recepcji bilety w kształcie filmowej kliszy sprzedaje Totoro – postać z filmu Mój sąsiad Totoro.
Wśród atrakcji znaleźć można m.in.: salę do projekcji filmowych "Saturn" (na 80 miejsc), kawiarnię "Słomkowy Kapelusz" oraz modelową pracownię animacyjną studia Ghibli, w której można zobaczyć, jak powstaje film animowany. Można również wejść do Kocibusa (połączenie kota i autobusu). Na dachu kompleksu znajdują się ogrody. Spotkać tam można m.in. robota z gwardii Laputy.